# Tour de Valonia 2021
La 48.ª edición del Tour de Valonia fue una carrera de ciclismo en ruta por etapas que se celebró entre el 20 y el 24 de julio de 2021, con inicio en la ciudad de Genappe y final la ciudad de Quaregnon sobre un recorrido de 874,7 kilómetros.
La carrera formó parte del UCI ProSeries 2021, calendario ciclístico mundial de segunda división, dentro de la categoría UCI 2.Pro y fue ganada por el estadounidense Quinn Simmons del Trek-Segafredo. Completaron el podio, como segundo y tercer clasificado respectivamente, el belga Stan Dewulf del AG2R Citroën y el francés Alexis Renard del Israel Start-Up Nation.

## Equipos participantes
Tomaron parte en la carrera 25 equipos: 13 de categoría UCI WorldTeam, 7 de categoría UCI ProTeam y 5 de categoría Continental. Formaron así un pelotón de 172 ciclistas de los que acabaron 141. Los equipos participantes fueron:
| WorldTeams (13)- Groupama-FDJ - AG2R Citroën Team - Bora-Hansgrohe - Cofidis - Deceuninck-Quick Step - EF Education-Nippo - Intermarché-Wanty-Gobert Matériaux - Israel Start-Up Nation - Jumbo-Visma - Lotto Soudal - Qhubeka NextHash - Trek-Segafredo - UAE Team Emirates ProTeams (7)- Alpecin-Fenix - B&B Hotels p/b KTM - Bingoal Pauwels Sauces WB - Sport Vlaanderen-Baloise - Arkéa-Samsic - TotalEnergies - Uno-X Pro Cycling Team Equipos continentales (5)- Baloise-Trek Lions - Hagens Berman Axeon - Pauwels Sauzen-Bingoal - Riwal - Tarteletto-Isorex |
| |

## Recorrido
El Tour de Valonia dispuso de cinco etapas para un recorrido total de 874,7 kilómetros.
| Etapa     | Fecha     | Recorrido             | type                   | Distancia (km) | Desnivel (m) | Ganador           | Líder             |
| --------- | --------- | --------------------- | ---------------------- | -------------- | ------------ | ----------------- | ----------------- |
| 1.ª etapa | 20 de jul | Genappe – Héron       | etapa escarpada        | 181,98         | 2065 m       | Dylan Groenewegen | Dylan Groenewegen |
| 2.ª etapa | 21 de jul | Zolder – Zolder       | etapa llana            | 120,16         | 598 m        | Fabio Jakobsen    | Dylan Groenewegen |
| 3.ª etapa | 22 de jul | Plombières – Érezée   | etapa de media montaña | 178,05         | 2981 m       | Quinn Simmons     | Quinn Simmons     |
| 4.ª etapa | 23 de jul | Neufchâteau – Fleurus | etapa de media montaña | 205,09         | 2766 m       | Dylan Groenewegen | Quinn Simmons     |
| 5.ª etapa | 24 de jul | Dinant – Quaregnon    | etapa llana            | 189,49         | 1971 m       | Fabio Jakobsen    | Quinn Simmons     |

### 1.ª etapa
| Genappe - Héron | etapa escarpada | (181,98 km) |

| \| Clasificación de la etapa \| Clasificación de la etapa \| Clasificación de la etapa \| Clasificación de la etapa \| Clasificación de la etapa \| \| Ciclista \| Ciclista \| Equipo \| Tiempo \| \| \| ------------------------- \| ------------------------- \| ------------------------- \| ------------------------- \| ------------------------- \| \| 1.º \| Dylan Groenewegen \| Jumbo-Visma \| 4 h 21 min 36 s \| \| \| 2.º \| Hugo Hofstetter \| Israel Start-Up Nation \| + 0 s \| \| \| 3.º \| Gianni Vermeersch \| Alpecin-Fenix \| + 0 s \| \| \| 4.º \| Alexander Kristoff \| UAE Team Emirates \| + 0 s \| \| \| 5.º \| Rui Oliveira \| UAE Team Emirates \| + 0 s \| \| \| 6.º \| Amaury Capiot \| Arkéa-Samsic \| + 0 s \| \| \| 7.º \| Fernando Gaviria \| UAE Team Emirates \| + 0 s \| \| \| 8.º \| Piet Allegaert \| Cofidis \| + 0 s \| \| \| 9.º \| Giacomo Nizzolo \| Qhubeka NextHash \| + 0 s \| \| \| 10.º \| Milan Menten \| Bingoal Pauwels Sauces WB \| + 0 s \| \| |                    |                           |                 |
| |                    |                           |                 |
| Fuente: ProCyclingStats |                    |                           |                 |
| Clasificación de la etapa |                    |                           |                 |
| Ciclista | Ciclista           | Equipo                    | Tiempo          |
| 1.º | Dylan Groenewegen  | Jumbo-Visma               | 4 h 21 min 36 s |
| 2.º | Hugo Hofstetter    | Israel Start-Up Nation    | + 0 s           |
| 3.º | Gianni Vermeersch  | Alpecin-Fenix             | + 0 s           |
| 4.º | Alexander Kristoff | UAE Team Emirates         | + 0 s           |
| 5.º | Rui Oliveira       | UAE Team Emirates         | + 0 s           |
| 6.º | Amaury Capiot      | Arkéa-Samsic              | + 0 s           |
| 7.º | Fernando Gaviria   | UAE Team Emirates         | + 0 s           |
| 8.º | Piet Allegaert     | Cofidis                   | + 0 s           |
| 9.º | Giacomo Nizzolo    | Qhubeka NextHash          | + 0 s           |
| 10.º | Milan Menten       | Bingoal Pauwels Sauces WB | + 0 s           |

| \| Clasificación general \| Clasificación general \| Clasificación general \| Clasificación general \| Clasificación general \| \| Ciclista \| Ciclista \| Equipo \| Tiempo \| \| \| --------------------- \| --------------------- \| ---------------------------------- \| --------------------- \| --------------------- \| \| 1.º \| Dylan Groenewegen \| Jumbo-Visma \| 4 h 21 min 26 s \| \| \| 2.º \| Hugo Hofstetter \| Israel Start-Up Nation \| + 4 s \| \| \| 3.º \| Dries De Bondt \| Alpecin-Fenix \| + 4 s \| \| \| 4.º \| Gianni Vermeersch \| Alpecin-Fenix \| + 6 s \| \| \| 5.º \| Jenthe Biermans \| Israel Start-Up Nation \| + 7 s \| \| \| 6.º \| Stan Dewulf \| AG2R Citroën Team \| + 8 s \| \| \| 7.º \| Quinten Hermans \| Intermarché-Wanty-Gobert Matériaux \| + 9 s \| \| \| 8.º \| Baptiste Planckaert \| Intermarché-Wanty-Gobert Matériaux \| + 9 s \| \| \| 9.º \| Tom Paquot \| Bingoal Pauwels Sauces WB \| + 9 s \| \| \| 10.º \| Alexander Kristoff \| UAE Team Emirates \| + 10 s \| \| |                     |                                    |                 |
| |                     |                                    |                 |
| Fuente: ProCyclingStats |                     |                                    |                 |
| Clasificación general |                     |                                    |                 |
| Ciclista | Ciclista            | Equipo                             | Tiempo          |
| 1.º | Dylan Groenewegen   | Jumbo-Visma                        | 4 h 21 min 26 s |
| 2.º | Hugo Hofstetter     | Israel Start-Up Nation             | + 4 s           |
| 3.º | Dries De Bondt      | Alpecin-Fenix                      | + 4 s           |
| 4.º | Gianni Vermeersch   | Alpecin-Fenix                      | + 6 s           |
| 5.º | Jenthe Biermans     | Israel Start-Up Nation             | + 7 s           |
| 6.º | Stan Dewulf         | AG2R Citroën Team                  | + 8 s           |
| 7.º | Quinten Hermans     | Intermarché-Wanty-Gobert Matériaux | + 9 s           |
| 8.º | Baptiste Planckaert | Intermarché-Wanty-Gobert Matériaux | + 9 s           |
| 9.º | Tom Paquot          | Bingoal Pauwels Sauces WB          | + 9 s           |
| 10.º | Alexander Kristoff  | UAE Team Emirates                  | + 10 s          |

### 2.ª etapa
| Zolder - Zolder | etapa llana | (120,16 km) |

| \| Clasificación de la etapa \| Clasificación de la etapa \| Clasificación de la etapa \| Clasificación de la etapa \| Clasificación de la etapa \| \| Ciclista \| Ciclista \| Equipo \| Tiempo \| \| \| ------------------------- \| ------------------------- \| ---------------------------------- \| ------------------------- \| ------------------------- \| \| 1.º \| Fabio Jakobsen \| Deceuninck-Quick Step \| 2 h 34 min 42 s \| \| \| 2.º \| Fernando Gaviria \| UAE Team Emirates \| + 0 s \| \| \| 3.º \| Amaury Capiot \| Arkéa-Samsic \| + 0 s \| \| \| 4.º \| Piet Allegaert \| Cofidis \| + 0 s \| \| \| 5.º \| Andrea Pasqualon \| Intermarché-Wanty-Gobert Matériaux \| + 0 s \| \| \| 6.º \| Marc Sarreau \| AG2R Citroën Team \| + 0 s \| \| \| 7.º \| Giacomo Nizzolo \| Qhubeka NextHash \| + 0 s \| \| \| 8.º \| Alexis Renard \| Israel Start-Up Nation \| + 0 s \| \| \| 9.º \| Stefano Oldani \| Lotto-Soudal \| + 0 s \| \| \| 10.º \| John Degenkolb \| Lotto-Soudal \| + 0 s \| \| |                  |                                    |                 |
| |                  |                                    |                 |
| Fuente: ProCyclingStats |                  |                                    |                 |
| Clasificación de la etapa |                  |                                    |                 |
| Ciclista | Ciclista         | Equipo                             | Tiempo          |
| 1.º | Fabio Jakobsen   | Deceuninck-Quick Step              | 2 h 34 min 42 s |
| 2.º | Fernando Gaviria | UAE Team Emirates                  | + 0 s           |
| 3.º | Amaury Capiot    | Arkéa-Samsic                       | + 0 s           |
| 4.º | Piet Allegaert   | Cofidis                            | + 0 s           |
| 5.º | Andrea Pasqualon | Intermarché-Wanty-Gobert Matériaux | + 0 s           |
| 6.º | Marc Sarreau     | AG2R Citroën Team                  | + 0 s           |
| 7.º | Giacomo Nizzolo  | Qhubeka NextHash                   | + 0 s           |
| 8.º | Alexis Renard    | Israel Start-Up Nation             | + 0 s           |
| 9.º | Stefano Oldani   | Lotto-Soudal                       | + 0 s           |
| 10.º | John Degenkolb   | Lotto-Soudal                       | + 0 s           |

| \| Clasificación general \| Clasificación general \| Clasificación general \| Clasificación general \| Clasificación general \| \| Ciclista \| Ciclista \| Equipo \| Tiempo \| \| \| --------------------- \| --------------------- \| ---------------------------------- \| --------------------- \| --------------------- \| \| 1.º \| Dylan Groenewegen \| Jumbo-Visma \| 6 h 56 min 08 s \| \| \| 2.º \| Fabio Jakobsen \| Deceuninck-Quick Step \| + 0 s \| \| \| 3.º \| Fernando Gaviria \| UAE Team Emirates \| + 4 s \| \| \| 4.º \| Hugo Hofstetter \| Israel Start-Up Nation \| + 4 s \| \| \| 5.º \| Quinten Hermans \| Intermarché-Wanty-Gobert Matériaux \| + 4 s \| \| \| 6.º \| Dries De Bondt \| Alpecin-Fenix \| + 4 s \| \| \| 7.º \| Erik Nordsæter Resell \| Uno-X Pro Cycling Team \| + 5 s \| \| \| 8.º \| Amaury Capiot \| Arkéa-Samsic \| + 6 s \| \| \| 9.º \| Gianni Vermeersch \| Alpecin-Fenix \| + 6 s \| \| \| 10.º \| Jenthe Biermans \| Israel Start-Up Nation \| + 7 s \| \| |                       |                                    |                 |
| |                       |                                    |                 |
| Fuente: ProCyclingStats |                       |                                    |                 |
| Clasificación general |                       |                                    |                 |
| Ciclista | Ciclista              | Equipo                             | Tiempo          |
| 1.º | Dylan Groenewegen     | Jumbo-Visma                        | 6 h 56 min 08 s |
| 2.º | Fabio Jakobsen        | Deceuninck-Quick Step              | + 0 s           |
| 3.º | Fernando Gaviria      | UAE Team Emirates                  | + 4 s           |
| 4.º | Hugo Hofstetter       | Israel Start-Up Nation             | + 4 s           |
| 5.º | Quinten Hermans       | Intermarché-Wanty-Gobert Matériaux | + 4 s           |
| 6.º | Dries De Bondt        | Alpecin-Fenix                      | + 4 s           |
| 7.º | Erik Nordsæter Resell | Uno-X Pro Cycling Team             | + 5 s           |
| 8.º | Amaury Capiot         | Arkéa-Samsic                       | + 6 s           |
| 9.º | Gianni Vermeersch     | Alpecin-Fenix                      | + 6 s           |
| 10.º | Jenthe Biermans       | Israel Start-Up Nation             | + 7 s           |

### 3.ª etapa
| Plombières - Érezée | etapa de media montaña | (178,05 km) |

| \| Clasificación de la etapa \| Clasificación de la etapa \| Clasificación de la etapa \| Clasificación de la etapa \| Clasificación de la etapa \| \| Ciclista \| Ciclista \| Equipo \| Tiempo \| \| \| ------------------------- \| ------------------------- \| ------------------------- \| ------------------------- \| ------------------------- \| \| 1.º \| Quinn Simmons \| Trek-Segafredo \| 4 h 07 min 19 s \| \| \| 2.º \| Stan Dewulf \| AG2R Citroën Team \| + 1 s \| \| \| 3.º \| Alexis Renard \| Israel Start-Up Nation \| + 13 s \| \| \| 4.º \| Fernando Barceló \| Cofidis \| + 13 s \| \| \| 5.º \| Pascal Eenkhoorn \| Jumbo-Visma \| + 13 s \| \| \| 6.º \| Maxim Van Gils \| Lotto-Soudal \| + 17 s \| \| \| 7.º \| Alessandro Covi \| UAE Team Emirates \| + 25 s \| \| \| 8.º \| Tim Wellens \| Lotto-Soudal \| + 25 s \| \| \| 9.º \| Milan Menten \| Bingoal Pauwels Sauces WB \| + 32 s \| \| \| 10.º \| Amaury Capiot \| Arkéa-Samsic \| + 32 s \| \| |                  |                           |                 |
| |                  |                           |                 |
| Fuente: ProCyclingStats |                  |                           |                 |
| Clasificación de la etapa |                  |                           |                 |
| Ciclista | Ciclista         | Equipo                    | Tiempo          |
| 1.º | Quinn Simmons    | Trek-Segafredo            | 4 h 07 min 19 s |
| 2.º | Stan Dewulf      | AG2R Citroën Team         | + 1 s           |
| 3.º | Alexis Renard    | Israel Start-Up Nation    | + 13 s          |
| 4.º | Fernando Barceló | Cofidis                   | + 13 s          |
| 5.º | Pascal Eenkhoorn | Jumbo-Visma               | + 13 s          |
| 6.º | Maxim Van Gils   | Lotto-Soudal              | + 17 s          |
| 7.º | Alessandro Covi  | UAE Team Emirates         | + 25 s          |
| 8.º | Tim Wellens      | Lotto-Soudal              | + 25 s          |
| 9.º | Milan Menten     | Bingoal Pauwels Sauces WB | + 32 s          |
| 10.º | Amaury Capiot    | Arkéa-Samsic              | + 32 s          |

| \| Clasificación general \| Clasificación general \| Clasificación general \| Clasificación general \| Clasificación general \| \| Ciclista \| Ciclista \| Equipo \| Tiempo \| \| \| --------------------- \| --------------------- \| ---------------------------------- \| --------------------- \| --------------------- \| \| 1.º \| Quinn Simmons \| Trek-Segafredo \| 11 h 03 min 27 s \| \| \| 2.º \| Stan Dewulf \| AG2R Citroën Team \| + 3 s \| \| \| 3.º \| Alexis Renard \| Israel Start-Up Nation \| + 19 s \| \| \| 4.º \| Fernando Barceló \| Cofidis \| + 23 s \| \| \| 5.º \| Pascal Eenkhoorn \| Jumbo-Visma \| + 23 s \| \| \| 6.º \| Quinten Hermans \| Intermarché-Wanty-Gobert Matériaux \| + 26 s \| \| \| 7.º \| Maxim Van Gils \| Lotto-Soudal \| + 27 s \| \| \| 8.º \| Amaury Capiot \| Arkéa-Samsic \| + 31 s \| \| \| 9.º \| Jenthe Biermans \| Israel Start-Up Nation \| + 32 s \| \| \| 10.º \| Juan Pedro López \| Trek-Segafredo \| + 32 s \| \| |                  |                                    |                  |
| |                  |                                    |                  |
| Fuente: ProCyclingStats |                  |                                    |                  |
| Clasificación general |                  |                                    |                  |
| Ciclista | Ciclista         | Equipo                             | Tiempo           |
| 1.º | Quinn Simmons    | Trek-Segafredo                     | 11 h 03 min 27 s |
| 2.º | Stan Dewulf      | AG2R Citroën Team                  | + 3 s            |
| 3.º | Alexis Renard    | Israel Start-Up Nation             | + 19 s           |
| 4.º | Fernando Barceló | Cofidis                            | + 23 s           |
| 5.º | Pascal Eenkhoorn | Jumbo-Visma                        | + 23 s           |
| 6.º | Quinten Hermans  | Intermarché-Wanty-Gobert Matériaux | + 26 s           |
| 7.º | Maxim Van Gils   | Lotto-Soudal                       | + 27 s           |
| 8.º | Amaury Capiot    | Arkéa-Samsic                       | + 31 s           |
| 9.º | Jenthe Biermans  | Israel Start-Up Nation             | + 32 s           |
| 10.º | Juan Pedro López | Trek-Segafredo                     | + 32 s           |

### 4.ª etapa
| Neufchâteau - Fleurus | etapa de media montaña | (205,09 km) |

| \| Clasificación de la etapa \| Clasificación de la etapa \| Clasificación de la etapa \| Clasificación de la etapa \| Clasificación de la etapa \| \| Ciclista \| Ciclista \| Equipo \| Tiempo \| \| \| ------------------------- \| ------------------------- \| ------------------------- \| ------------------------- \| ------------------------- \| \| 1.º \| Dylan Groenewegen \| Jumbo-Visma \| 4 h 55 min 16 s \| \| \| 2.º \| Giacomo Nizzolo \| Qhubeka NextHash \| + 0 s \| \| \| 3.º \| Fernando Gaviria \| UAE Team Emirates \| + 0 s \| \| \| 4.º \| Luca Mozzato \| B&B Hotels p/b KTM \| + 0 s \| \| \| 5.º \| Quinn Simmons \| Trek-Segafredo \| + 0 s \| \| \| 6.º \| Gianni Vermeersch \| Alpecin-Fenix \| + 0 s \| \| \| 7.º \| Amaury Capiot \| Arkéa-Samsic \| + 0 s \| \| \| 8.º \| Stefano Oldani \| Lotto-Soudal \| + 0 s \| \| \| 9.º \| Florian Sénéchal \| Deceuninck-Quick Step \| + 0 s \| \| \| 10.º \| Milan Menten \| Bingoal Pauwels Sauces WB \| + 0 s \| \| |                   |                           |                 |
| |                   |                           |                 |
| Fuente: ProCyclingStats |                   |                           |                 |
| Clasificación de la etapa |                   |                           |                 |
| Ciclista | Ciclista          | Equipo                    | Tiempo          |
| 1.º | Dylan Groenewegen | Jumbo-Visma               | 4 h 55 min 16 s |
| 2.º | Giacomo Nizzolo   | Qhubeka NextHash          | + 0 s           |
| 3.º | Fernando Gaviria  | UAE Team Emirates         | + 0 s           |
| 4.º | Luca Mozzato      | B&B Hotels p/b KTM        | + 0 s           |
| 5.º | Quinn Simmons     | Trek-Segafredo            | + 0 s           |
| 6.º | Gianni Vermeersch | Alpecin-Fenix             | + 0 s           |
| 7.º | Amaury Capiot     | Arkéa-Samsic              | + 0 s           |
| 8.º | Stefano Oldani    | Lotto-Soudal              | + 0 s           |
| 9.º | Florian Sénéchal  | Deceuninck-Quick Step     | + 0 s           |
| 10.º | Milan Menten      | Bingoal Pauwels Sauces WB | + 0 s           |

| \| Clasificación general \| Clasificación general \| Clasificación general \| Clasificación general \| Clasificación general \| \| Ciclista \| Ciclista \| Equipo \| Tiempo \| \| \| --------------------- \| --------------------- \| ---------------------------------- \| --------------------- \| --------------------- \| \| 1.º \| Quinn Simmons \| Trek-Segafredo \| 15 h 58 min 43 s \| \| \| 2.º \| Stan Dewulf \| AG2R Citroën Team \| + 3 s \| \| \| 3.º \| Alexis Renard \| Israel Start-Up Nation \| + 19 s \| \| \| 4.º \| Fernando Barceló \| Cofidis \| + 23 s \| \| \| 5.º \| Pascal Eenkhoorn \| Jumbo-Visma \| + 23 s \| \| \| 6.º \| Quinten Hermans \| Intermarché-Wanty-Gobert Matériaux \| + 26 s \| \| \| 7.º \| Maxim Van Gils \| Lotto-Soudal \| + 27 s \| \| \| 8.º \| Amaury Capiot \| Arkéa-Samsic \| + 31 s \| \| \| 9.º \| Eliot Lietaer \| B&B Hotels p/b KTM \| + 31 s \| \| \| 10.º \| Fabio Van den Bossche \| Sport Vlaanderen-Baloise \| + 32 s \| \| |                       |                                    |                  |
| |                       |                                    |                  |
| Fuente: ProCyclingStats |                       |                                    |                  |
| Clasificación general |                       |                                    |                  |
| Ciclista | Ciclista              | Equipo                             | Tiempo           |
| 1.º | Quinn Simmons         | Trek-Segafredo                     | 15 h 58 min 43 s |
| 2.º | Stan Dewulf           | AG2R Citroën Team                  | + 3 s            |
| 3.º | Alexis Renard         | Israel Start-Up Nation             | + 19 s           |
| 4.º | Fernando Barceló      | Cofidis                            | + 23 s           |
| 5.º | Pascal Eenkhoorn      | Jumbo-Visma                        | + 23 s           |
| 6.º | Quinten Hermans       | Intermarché-Wanty-Gobert Matériaux | + 26 s           |
| 7.º | Maxim Van Gils        | Lotto-Soudal                       | + 27 s           |
| 8.º | Amaury Capiot         | Arkéa-Samsic                       | + 31 s           |
| 9.º | Eliot Lietaer         | B&B Hotels p/b KTM                 | + 31 s           |
| 10.º | Fabio Van den Bossche | Sport Vlaanderen-Baloise           | + 32 s           |

### 5.ª etapa
| Dinant - Quaregnon | etapa llana | (189,49 km) |

| \| Clasificación de la etapa \| Clasificación de la etapa \| Clasificación de la etapa \| Clasificación de la etapa \| Clasificación de la etapa \| \| Ciclista \| Ciclista \| Equipo \| Tiempo \| \| \| ------------------------- \| ------------------------- \| ------------------------- \| ------------------------- \| ------------------------- \| \| 1.º \| Fabio Jakobsen \| Deceuninck-Quick Step \| 4 h 32 min 31 s \| \| \| 2.º \| Rüdiger Selig \| Bora-Hansgrohe \| + 0 s \| \| \| 3.º \| Milan Menten \| Bingoal Pauwels Sauces WB \| + 0 s \| \| \| 4.º \| Luca Mozzato \| B&B Hotels p/b KTM \| + 0 s \| \| \| 5.º \| Amaury Capiot \| Arkéa-Samsic \| + 0 s \| \| \| 6.º \| Jake Stewart \| Groupama-FDJ \| + 0 s \| \| \| 7.º \| Alexander Kristoff \| UAE Team Emirates \| + 0 s \| \| \| 8.º \| Rasmus Tiller \| Uno-X Pro Cycling Team \| + 0 s \| \| \| 9.º \| Nick van der Lijke \| Riwal Cycling Team \| + 0 s \| \| \| 10.º \| Stefano Oldani \| Lotto-Soudal \| + 0 s \| \| |                    |                           |                 |
| |                    |                           |                 |
| Fuente: ProCyclingStats |                    |                           |                 |
| Clasificación de la etapa |                    |                           |                 |
| Ciclista | Ciclista           | Equipo                    | Tiempo          |
| 1.º | Fabio Jakobsen     | Deceuninck-Quick Step     | 4 h 32 min 31 s |
| 2.º | Rüdiger Selig      | Bora-Hansgrohe            | + 0 s           |
| 3.º | Milan Menten       | Bingoal Pauwels Sauces WB | + 0 s           |
| 4.º | Luca Mozzato       | B&B Hotels p/b KTM        | + 0 s           |
| 5.º | Amaury Capiot      | Arkéa-Samsic              | + 0 s           |
| 6.º | Jake Stewart       | Groupama-FDJ              | + 0 s           |
| 7.º | Alexander Kristoff | UAE Team Emirates         | + 0 s           |
| 8.º | Rasmus Tiller      | Uno-X Pro Cycling Team    | + 0 s           |
| 9.º | Nick van der Lijke | Riwal Cycling Team        | + 0 s           |
| 10.º | Stefano Oldani     | Lotto-Soudal              | + 0 s           |

## Clasificaciones finales
- Las clasificaciones finalizaron de la siguiente forma:[4]

### Clasificación general
| \| Clasificación general \| Clasificación general \| Clasificación general \| Clasificación general \| Clasificación general \| \| Ciclista \| Ciclista \| Equipo \| Tiempo \| \| \| --------------------- \| --------------------- \| ---------------------------------- \| --------------------- \| --------------------- \| \| 1.º \| Quinn Simmons \| Trek-Segafredo \| 20 h 31 min 13 s \| \| \| 2.º \| Stan Dewulf \| AG2R Citroën Team \| + 4 s \| \| \| 3.º \| Alexis Renard \| Israel Start-Up Nation \| + 20 s \| \| \| 4.º \| Fernando Barceló \| Cofidis \| + 24 s \| \| \| 5.º \| Pascal Eenkhoorn \| Jumbo-Visma \| + 24 s \| \| \| 6.º \| Quinten Hermans \| Intermarché-Wanty-Gobert Matériaux \| + 27 s \| \| \| 7.º \| Maxim Van Gils \| Lotto-Soudal \| + 28 s \| \| \| 8.º \| Sean Quinn \| Hagens Berman Axeon \| + 31 s \| \| \| 9.º \| Amaury Capiot \| Arkéa-Samsic \| + 32 s \| \| \| 10.º \| Milan Menten \| Bingoal Pauwels Sauces WB \| + 32 s \| \| |                  |                                    |                  |
| |                  |                                    |                  |
| Fuente: ProCyclingStats |                  |                                    |                  |
| Clasificación general |                  |                                    |                  |
| Ciclista | Ciclista         | Equipo                             | Tiempo           |
| 1.º | Quinn Simmons    | Trek-Segafredo                     | 20 h 31 min 13 s |
| 2.º | Stan Dewulf      | AG2R Citroën Team                  | + 4 s            |
| 3.º | Alexis Renard    | Israel Start-Up Nation             | + 20 s           |
| 4.º | Fernando Barceló | Cofidis                            | + 24 s           |
| 5.º | Pascal Eenkhoorn | Jumbo-Visma                        | + 24 s           |
| 6.º | Quinten Hermans  | Intermarché-Wanty-Gobert Matériaux | + 27 s           |
| 7.º | Maxim Van Gils   | Lotto-Soudal                       | + 28 s           |
| 8.º | Sean Quinn       | Hagens Berman Axeon                | + 31 s           |
| 9.º | Amaury Capiot    | Arkéa-Samsic                       | + 32 s           |
| 10.º | Milan Menten     | Bingoal Pauwels Sauces WB          | + 32 s           |

### Clasificación de la montaña
| Clasificación de la montaña | Clasificación de la montaña | Clasificación de la montaña        | Clasificación de la montaña | Clasificación de la montaña |
| Ciclista                    | Ciclista                    | Equipo                             | Puntos                      |                             |
| --------------------------- | --------------------------- | ---------------------------------- | --------------------------- | --------------------------- |
| 1.º                         | Florian Vermeersch          | Lotto-Soudal                       | 32 pts                      |                             |
| 2.º                         | Tom Van Asbroeck            | Israel Start-Up Nation             | 26 pts                      |                             |
| 3.º                         | Alexis Gougeard             | AG2R Citroën Team                  | 18 pts                      |                             |
| 4.º                         | Gianluca Brambilla          | Trek-Segafredo                     | 16 pts                      |                             |
| 5.º                         | Baptiste Planckaert         | Intermarché-Wanty-Gobert Matériaux | 16 pts                      |                             |
| 6.º                         | Tom Paquot                  | Bingoal Pauwels Sauces WB          | 16 pts                      |                             |
| 7.º                         | Thomas Joseph               | Tarteletto-Isorex                  | 16 pts                      |                             |
| 8.º                         | Quinn Simmons               | Trek-Segafredo                     | 14 pts                      |                             |
| 9.º                         | Alessandro De Marchi        | Israel Start-Up Nation             | 14 pts                      |                             |
| 10.º                        | Loïc Vliegen                | Intermarché-Wanty-Gobert Matériaux | 10 pts                      |                             |

### Clasificación por puntos
| Clasificación por puntos | Clasificación por puntos | Clasificación por puntos | Clasificación por puntos | Clasificación por puntos |
| Ciclista                 | Ciclista                 | Equipo                   | Puntos                   |                          |
| ------------------------ | ------------------------ | ------------------------ | ------------------------ | ------------------------ |
| 1.º                      | Dylan Groenewegen        | Jumbo-Visma              | 50 pts                   |                          |
| 2.º                      | Fabio Jakobsen           | Deceuninck-Quick Step    | 50 pts                   |                          |
| 3.º                      | Fernando Gaviria         | UAE Team Emirates        | 39 pts                   |                          |
| 4.º                      | Amaury Capiot            | Arkéa-Samsic             | 34 pts                   |                          |
| 5.º                      | Quinn Simmons            | Trek-Segafredo           | 33 pts                   |                          |
| 6.º                      | Giacomo Nizzolo          | Qhubeka NextHash         | 26 pts                   |                          |
| 7.º                      | Gianni Vermeersch        | Alpecin-Fenix            | 21 pts                   |                          |
| 8.º                      | Stan Dewulf              | AG2R Citroën Team        | 20 pts                   |                          |
| 9.º                      | Luca Mozzato             | B&B Hotels p/b KTM       | 20 pts                   |                          |
| 10.º                     | Hugo Hofstetter          | Israel Start-Up Nation   | 20 pts                   |                          |

### Clasificación de los jóvenes
| Clasificación del mejor joven | Clasificación del mejor joven | Clasificación del mejor joven | Clasificación del mejor joven | Clasificación del mejor joven |
| Ciclista                      | Ciclista                      | Equipo                        | Tiempo                        |                               |
| ----------------------------- | ----------------------------- | ----------------------------- | ----------------------------- | ----------------------------- |
| 1.º                           | Quinn Simmons                 | Trek-Segafredo                | 20 h 31 min 13 s              |                               |
| 2.º                           | Stan Dewulf                   | AG2R Citroën Team             | + 4 s                         |                               |
| 3.º                           | Alexis Renard                 | Israel Start-Up Nation        | + 20 s                        |                               |
| 4.º                           | Maxim Van Gils                | Lotto-Soudal                  | + 28 s                        |                               |
| 5.º                           | Sean Quinn                    | Hagens Berman Axeon           | + 31 s                        |                               |
| 6.º                           | Fabio Van den Bossche         | Sport Vlaanderen-Baloise      | + 33 s                        |                               |
| 7.º                           | Juan Pedro López              | Trek-Segafredo                | + 33 s                        |                               |
| 8.º                           | Stefano Oldani                | Lotto-Soudal                  | + 35 s                        |                               |
| 9.º                           | André Carvalho                | Cofidis                       | + 36 s                        |                               |
| 10.º                          | Alessandro Covi               | UAE Team Emirates             | + 36 s                        |                               |

### Clasificación de las metas volantes
| Clasificación de las metas volantes | Clasificación de las metas volantes | Clasificación de las metas volantes | Clasificación de las metas volantes | Clasificación de las metas volantes |
| Ciclista                            | Ciclista                            | Equipo                              | Puntos                              |                                     |
| ----------------------------------- | ----------------------------------- | ----------------------------------- | ----------------------------------- | ----------------------------------- |
| 1.º                                 | Dries De Bondt                      | Alpecin-Fenix                       | 16 pts                              |                                     |
| 2.º                                 | Quinten Hermans                     | Intermarché-Wanty-Gobert Matériaux  | 14 pts                              |                                     |
| 3.º                                 | Sean Quinn                          | Hagens Berman Axeon                 | 8 pts                               |                                     |
| 4.º                                 | Ward Vanhoof                        | Sport Vlaanderen-Baloise            | 8 pts                               |                                     |
| 5.º                                 | Tom Van Asbroeck                    | Israel Start-Up Nation              | 8 pts                               |                                     |
| 6.º                                 | Erik Nordsæter Resell               | Uno-X Pro Cycling Team              | 8 pts                               |                                     |
| 7.º                                 | Florian Vermeersch                  | Lotto-Soudal                        | 8 pts                               |                                     |
| 8.º                                 | Julius van den Berg                 | EF Education-Nippo                  | 7 pts                               |                                     |
| 9.º                                 | Eliot Lietaer                       | B&B Hotels p/b KTM                  | 6 pts                               |                                     |
| 10.º                                | Fabio Van den Bossche               | Sport Vlaanderen-Baloise            | 5 pts                               |                                     |

### Clasificación por equipos
| Clasificación por equipos | Clasificación por equipos | Clasificación por equipos | Clasificación por equipos |
| Equipo                    | Equipo                    | Tiempo                    |                           |
| ------------------------- | ------------------------- | ------------------------- | ------------------------- |
| 1.º                       | Trek-Segafredo            | 61 h 35 min 02 s          |                           |
| 2.º                       | Cofidis                   | + 13 s                    |                           |
| 3.º                       | Lotto Soudal              | + 17 s                    |                           |
| 4.º                       | Sport Vlaanderen-Baloise  | + 25 s                    |                           |
| 5.º                       | AG2R Citroën Team         | + 2 min 27 s              |                           |
| 6.º                       | Jumbo-Visma               | + 3 min 07 s              |                           |
| 7.º                       | Bingoal Pauwels Sauces WB | + 3 min 45 s              |                           |
| 8.º                       | Israel Start-Up Nation    | + 4 min 15 s              |                           |
| 9.º                       | Bora-Hansgrohe            | + 5 min 50 s              |                           |
| 10.º                      | Riwal                     | + 6 min 12 s              |                           |

## Evolución de las clasificaciones
| Etapa                   | Vencedor                | Clasificación general | Clasificación de la montaña | Clasificación por puntos | Clasificación de las metas volantes | Clasificación de los jóvenes | Clasificación por equipos |
| ----------------------- | ----------------------- | --------------------- | --------------------------- | ------------------------ | ----------------------------------- | ---------------------------- | ------------------------- |
| 1.ª                     | Dylan Groenewegen       | Dylan Groenewegen     | Tom Paquot                  | Dylan Groenewegen        | Dries De Bondt                      | Stan Dewulf                  |                           |
| 2.ª                     | Fabio Jakobsen          | Dylan Groenewegen     | Tom Paquot                  | Dylan Groenewegen        | Dries De Bondt                      | Juan Pedro López             | UAE Emirates              |
| 3.ª                     | Quinn Simmons           | Quinn Simmons         | Florian Vermeersch          | Quinn Simmons            | Quinten Hermans                     | Quinn Simmons                | Trek-Segafredo            |
| 4.ª                     | Dylan Groenewegen       | Quinn Simmons         | Florian Vermeersch          | Dylan Groenewegen        | Dries De Bondt                      | Quinn Simmons                | Trek-Segafredo            |
| 5.ª                     | Fabio Jakobsen          | Quinn Simmons         | Florian Vermeersch          | Dylan Groenewegen        | Dries De Bondt                      | Quinn Simmons                | Trek-Segafredo            |
| Clasificaciones finales | Clasificaciones finales | Quinn Simmons         | Florian Vermeersch          | Dylan Groenewegen        | Dries De Bondt                      | Quinn Simmons                | Trek-Segafredo            |

## UCI World Ranking
El Tour de Valonia otorgó puntos para el UCI World Ranking para corredores de los equipos en las categorías UCI WorldTeam, UCI ProTeam y Continental. Las siguientes tablas son el baremo de puntuación y los 10 corredores que obtuvieron más puntos:
| Posición              | 1.º | 2.º | 3.º | 4.º | 5.º | 6.º | 7.º | 8.º | 9.º | 10.º | 11.º | 12.º | 13.º | 14.º | 15.º | 16.º-30.º | 31.º-40.º |
| Clasificación general | 200 | 150 | 125 | 100 | 85  | 70  | 60  | 50  | 40  | 35   | 30   | 25   | 20   | 15   | 10   | 5         | 3         |
| Por etapa             | 20  | 10  | 5   |     |     |     |     |     |     |      |      |      |      |      |      |           |           |
| Líder                 | 5   |     |     |     |     |     |     |     |     |      |      |      |      |      |      |           |           |

| Clasificación |                   |                                    |         |       |       |       |
| Posición      | Ciclista          | Equipo                             | General | Etapa | Líder | Total |
| ------------- | ----------------- | ---------------------------------- | ------- | ----- | ----- | ----- |
| 1.º           | Quinn Simmons     | Trek-Segafredo                     | 200     | 20    | 10    | 230   |
| 2.º           | Stan Dewulf       | AG2R Citroën                       | 150     | 10    | -     | 160   |
| 3.º           | Alexis Renard     | Israel Start-Up Nation             | 125     | 5     | -     | 130   |
| 4.º           | Fernando Barceló  | Cofidis, Solutions Crédits         | 100     | -     | -     | 100   |
| 5.º           | Pascal Eenkhoorn  | Jumbo-Visma                        | 85      | -     | -     | 85    |
| 6.º           | Quinten Hermans   | Intermarché-Wanty-Gobert Matériaux | 70      | -     | -     | 70    |
| 7.º           | Maxim Van Gils    | Lotto Soudal                       | 60      | -     | -     | 60    |
| 8.º           | Sean Quinn        | Hagens Berman Axeon                | 50      | -     | -     | 50    |
| 9.º           | Dylan Groenewegen | Jumbo-Visma                        | -       | 40    | 10    | 50    |
| 10.º          | Amaury Capiot     | Arkéa Samsic                       | 40      | 5     | -     | 45    |